# Графство Вернигероде
Графство Вернигероде (на немски: Grafschaft Wernigerode) е територия на Свещената Римска империя от 1121 до 1429 г. в Северен Харц в днешна Саксония-Анхалт.

## История
През началото на 12 век произлизащият от Хаймар при Хилдесхайм граф Адалберт е споменат за пръв път там през 1103 г., през 1117 г. е наречен comes Adelbertus de villa Heymbere и на 18 октомври 1121 г. като Adelbertus comes de Wernigerode е в списъка на свидетелите в документ на епископ Райнхард от Халберщат.
През 1268 г. графството Вернигероде е поето от маркграфа на Бранденбург. Граф Хайнрих IV фон Вернигероде е последният мъжки представител на този род. През 1429 г. той е наследен от братовчедите му Хайнрих и Бото, графове цу Щолберг.
Графството съществува до 1918 г. с прекратяването на Кралство Прусия.

## Графове цу Вернигероде
- (1103) 1121 – 1133 Адалберт I фон Вернигероде
- 1134 – 1165 Албрехт II фон Вернигероде
- 1173 – 1214 Албрехт III фон Вернигероде
- 1217 – 1252 Конрад I фон Вернигероде
- 1217 – 1269 Гебхард I фон Вернигероде
- 1217 – 1231 Бургхард фон Вернигероде
- 1254 – 1293 Конрад II фон Вернигероде (1268 Вернигероде е към Бранденбург)
- 1268 – 1319 Албрехт V фон Вернигероде
- 1297 – 1339 Конрад III фон Вернигероде
- 1325 – 1370 Конрад IV фон Вернигероде
- 1358 – 1407 Конрад V фон Вернигероде
- 1375–3 юни 1429 Хайнрих IV фон Вернигероде
  - 1417 се урежда наследството с графовете цу Щолберг, които управляват от 1429

## Графове цу Щолберг
- 1710 – 1771 граф Христиан Ернст фон Щолберг-Вернигероде
- 1771 – 1778 граф Хайнрих Ернст фон Щолберг-Вернигероде
- 1778 – 1824 граф Христиан Фридрих фон Щолберг-Вернигероде
- 1824 – 1854 граф Хайнрих фон Щолберг-Вернигероде